# Kivre Tsadikim
Dans le judaïsme, les Kivrei Tsadikim sont le lieu de sépulture, parfois approximative, des sages qui sont considérés comme des modèles. Autour de la tombe des Tsadikim se développe souvent un culte d'adoration.
 (novembre 2010).

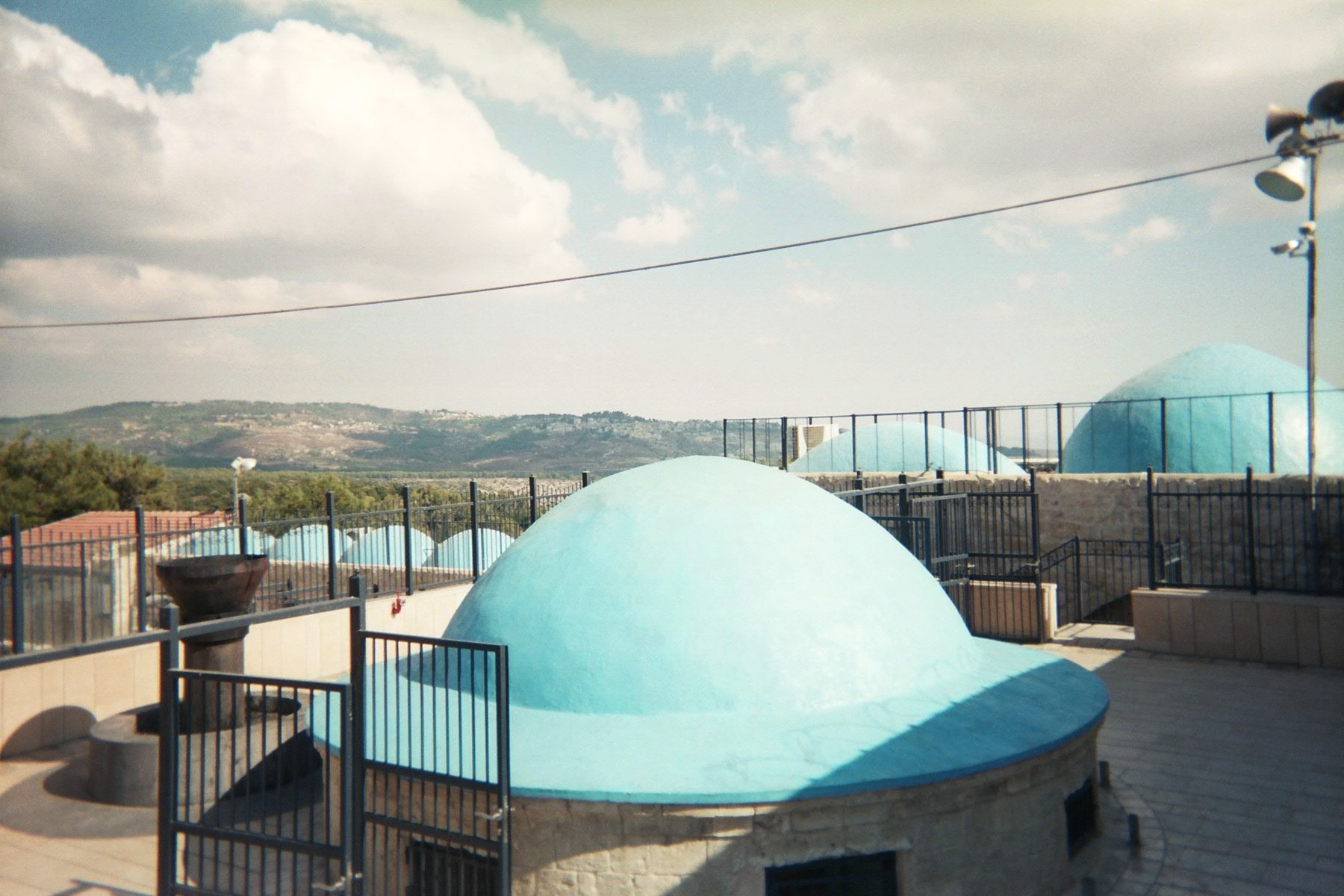
la tombe du Rashbi à Méron est la plus fréquentée de toutes.

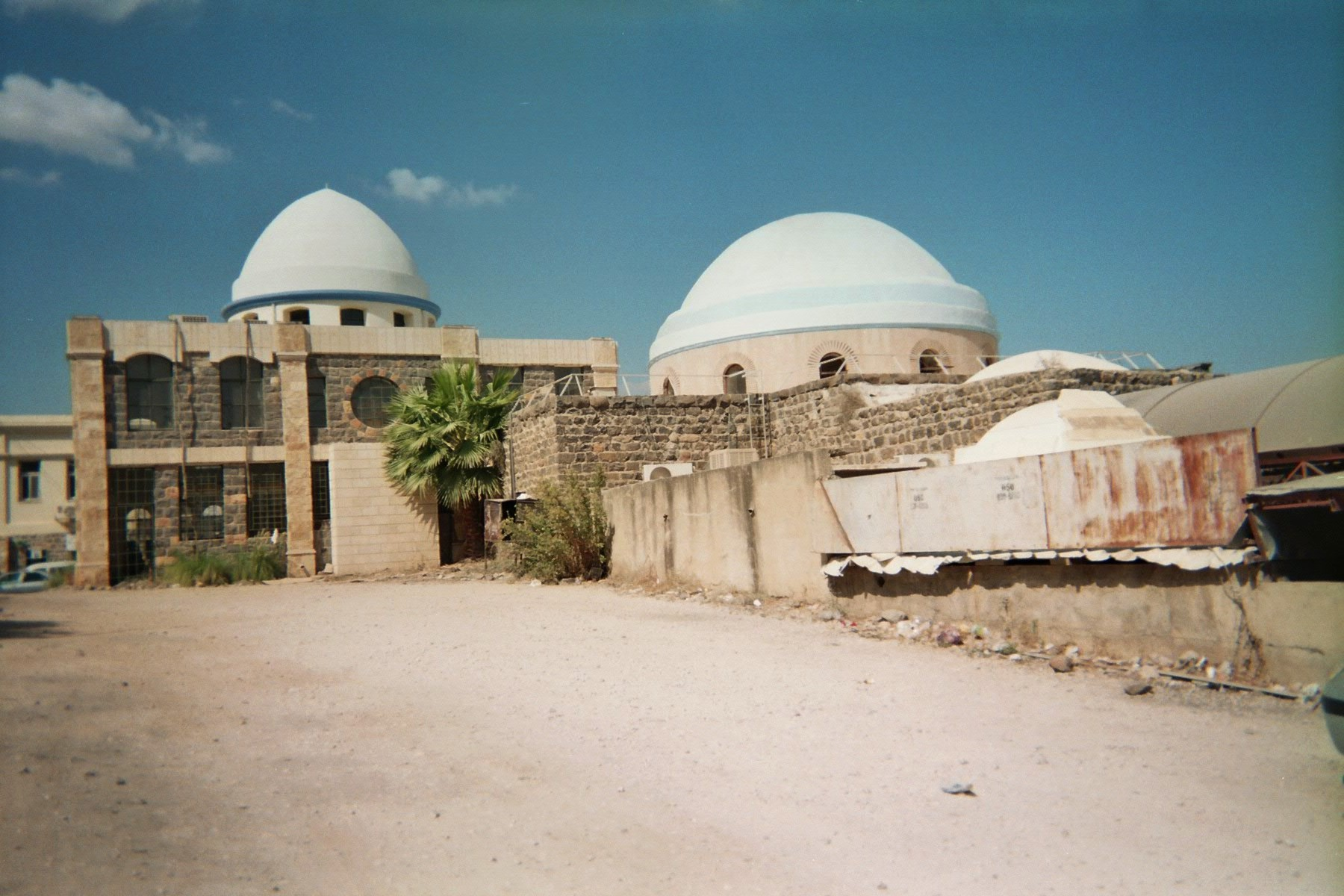
la tombe de Rabbi Meir Baal Haness, le faiseur de miracles.

Il existe une tradition de pèlerinage sur les tombes des tzadikim (les Justes) en particulier le jour anniversaire de leur mort (hiloula ou yartzeit).
Parmi les plus importantes :
- la tombe du Baal Shem Tov (acronyme Besh"t) dans le vieux cimetière juif de  Medzhybizh en Ukraine ; sa hiloula est comme le Roi David à Shavouot, le 6 Sivan[1].
- la tombe du Rashb"i à Méron le jour de Lag Ba'Omer. Sa hiloula est le 18 Iyar. C'est le deuxième lieu saint du judaïsme quant à la fréquentation, juste après le Mur des Lamentations ;
- la tombe du Arizal Rabbi Isaac Luria à Safed / Tzfat, sa hiloula est le 5 Av[2].
- la tombe de Rabbi Nachman à Ouman le jour de Roch Hachana (La Hiloula de Rabbi Nachman n'est pas fêtée le jour exact de sa mort qui était le 18 Tishrei 5571, il y a exactement 200 ans en 2010) ;
- Celle de Eliezer Papo (en) à Silistra en Bulgarie, surnommé le "Ouman des sépharades", où se rend chaque année Rabbi Yoshiyahu Yosef Pinto, accompagné d'une importante délégation israélienne ; sa hiloula est le 20 Tishri[3].
- la tombe de Baba Salé à Netivot le 4 du mois de Shevat (en 2010, c'était le mardi 19 janvier) ;
- sans oublier bien sûr le Tombeau des Patriarches à Hébron ;
- et le Tombeau de Rachel à côté de Bethléem ; le 11 Cheshvan[4].
- le tombeau du Roi David sur le Mont Sion. Sa Hiloula est 6 Sivan,.comme le Ba'al Shem Tov, jour de Shavouot[1].

Certaines de ces tombes sont surmontées d'un dôme.
Chez les Ashkénazes, elles sont peintes en bleu clair, et chez les Séfarades en blanc, comme on peut le voir par exemple avec 
- la Tombe de Rabbi Meir Ba'al Haness à Hammath près de Tibériade, qui comporte à la fois un dôme bleu clair et un dôme blanc. Sa hiloula est 14 Iyar, jour de Pessa'h Sheni (2ème Pessa'h)[5].
- Chez Rabbi Haim Pinto Hagadol à Essouira le 26 Eloul avant Rosh Hashana.

## Prières

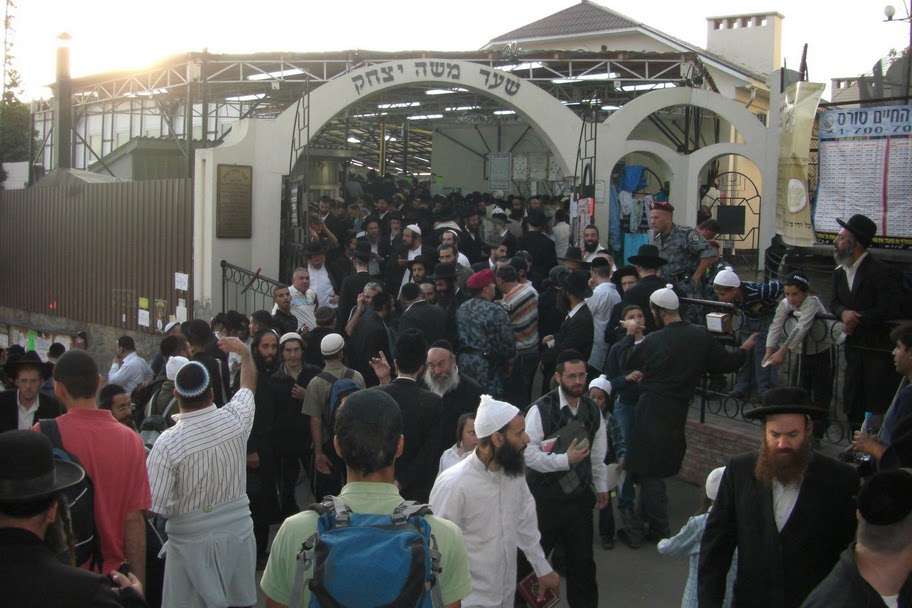
hassidim de Brelov en pèlerinage à Ouman.

Beaucoup de visiteurs allument une bougie sur la tombe et y déposent un Kvitel. C'est un petit papier sur lequel est inscrit une prière. Celui-ci mentionne le Nom hébraïque complet du requérant avec celui de sa mère (par exemple « Shmouel ben Hanna »). Il est souvent lu les 10 Psaumes du Tikoun Haklali.
Les prières formulées sur la tombe d'un Juste ne s'adressent pas à celui-ci mais toujours à Dieu. On demande d'exaucer une demande "au nom du mérite de ce Juste". À cela s'ajoute également le mérite d'avoir effectué le pèlerinage jusqu'à ce lieu, qui peut être très éloigné et difficile d'accès. Par exemple à Ouman, non seulement le voyage, mais aussi le séjour sur place s'effectuent dans des conditions très inconfortables et parfois dangereuses (un mort et plusieurs blessés en 2010). D'ailleurs, en août 2010, le gouvernement israélien envisage de ramener les ossements de Rabbi Nahman en Israël,.
Parmi les demandes les plus courantes des pèlerins figure celle des couples qui ne peuvent avoir d'enfant, et se rendent sur la tombe de certains tsadikim particulièrement réputés pour guérir de la stérilité, en particulier la tombe de Rachel.
À titre d'exemple voici un extrait de la prière de Rabbi Nathan (datant de 1810) à réciter sur la tombe sainte de Rabbi Na'hman :
« Par le mérite de ce Tsadik qui repose ici, Tsadik pilier du monde, fleuve jaillissant et source de sagesse. J'ai fatigué mes jambes et ai été ballotté dans un pénible voyage pour venir me recueillir sur la tombe de ce Tsadik saint et véritable. Il nous a assuré de son vivant qu'il se tiendrait prêt à nous aider à chaque instant si nous venions sur son tombeau sacré. Que par le mérite de ce Juste, que je me suis sacrifié à visiter, lui qui a promis de m'aider : Voici, j'ai fait ma part… Fais la Tienne, oh mon D.ieu ! »

## Sources
Le culte associé aux tombes est mentionné dans le Talmud de Babylone (Sota 34,b) : Caleb, l'un des 12 explorateurs s'est rendu à Hébron sur les tombes des patriarches pour y prier.
La kabbale et le hassidisme ont contribué à populariser cette coutume de visiter les tombes des Justes.